# Bellerophon-Formation

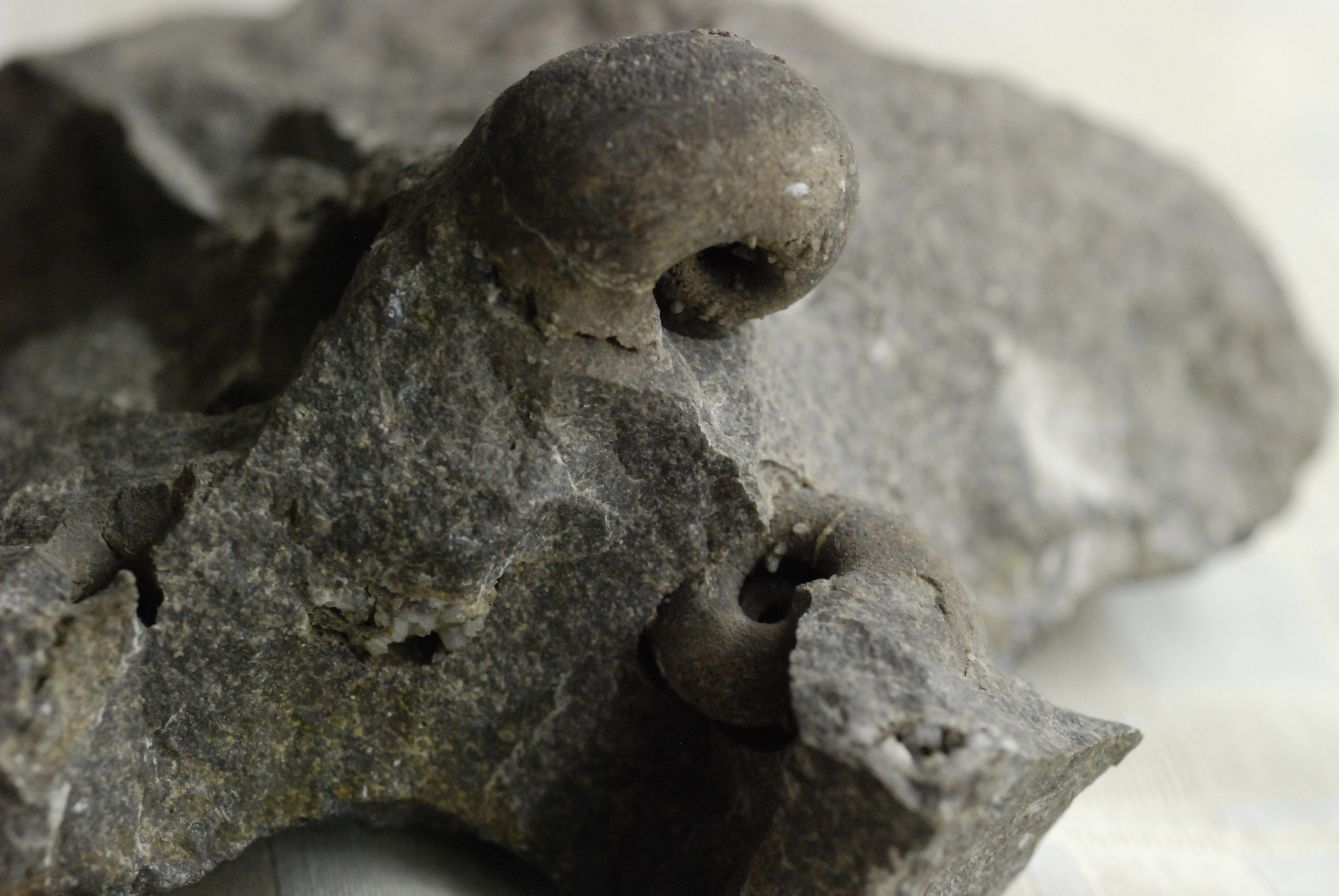
Bellerophonschnecke aus dem Museum Gherdëina in St. Ulrich in Gröden

Die Bellerophon-Formation  ist eine lithostratigraphische Formation des Oberen Perm in den Südalpen. Benannt ist sie nach der Schneckengattung Bellerophon. Ihre überwiegend flachmarinen Sedimente entstammen dem Lagunen- und dem Innenschelfbereich. Die Gesamtmächtigkeit der Formation unterliegt Schwankungen, sie kann maximal bis zu 600 Meter erreichen.

## Geschichte
Die Bezeichnung Bellerophonkalk verwendete zum ersten Mal Rudolf Hoernes in seiner Arbeit Zur Geologie von Südtirol, erschienen in der Zeitschrift der deutschen Geologischen Gesellschaft Berlin. In Folge verwendete Guido Stache in seinen Arbeiten zu den permischen Fossilien im südlichen Tirol den Ausdruck Bellerophonkalke, so 1877 und 1878 in seinen Artikeln Beiträge zur Fauna der Bellerophonkalke Südtirols, erschienen jeweils in den Jahrbüchern der Geologischen Reichsanstalt.  Der italienische Geologe Bruno Accordi verwendete 1958 als erster den Terminus Formazione a Bellerophon und unterteilte sie in zwei Member: In eine Facies fiamazza, benannt nach dem Fleimstal an der Basis, die durch dolomitische Lagunensedimente und Evaporite gekennzeichnet ist, und eine sie überlagernde Facies badiota, benannt nach dem Gadertal, die durch fossilführende Kalksteine repräsentiert wird.

## Stratigraphie
Die durchschnittlich um 250 Meter mächtige Bellerophon-Formation (Italienisch Formazione a Bellerophon) kann an der Basis mit der Gröden-Formation verzahnt sein, von der sie im Allgemeinen auch unterlagert wird. Überlagert wird sie an einer deutlich erkennbaren Grenze, jedoch nicht diskordant, vom Tesero-Member der Werfen-Formation bzw. von den Seiser Schichten.
Als zeitliches Äquivalent zur Bellerophon-Formation fungiert der Verrucano, beispielsweise der Graue Verrucano in den Engadiner Dolomiten.
Ein spurenhaftes Äquivalent zu der Bellerophon-Formation sieht der österreichische Geologe Alexander Tollmann in schwarzen, geschichteten Dolomiten, die im Gipsbergbau Wienern als Einschaltung im Haselgebirge am Grundlsee vorkommen.

### Lithologie und Fazies

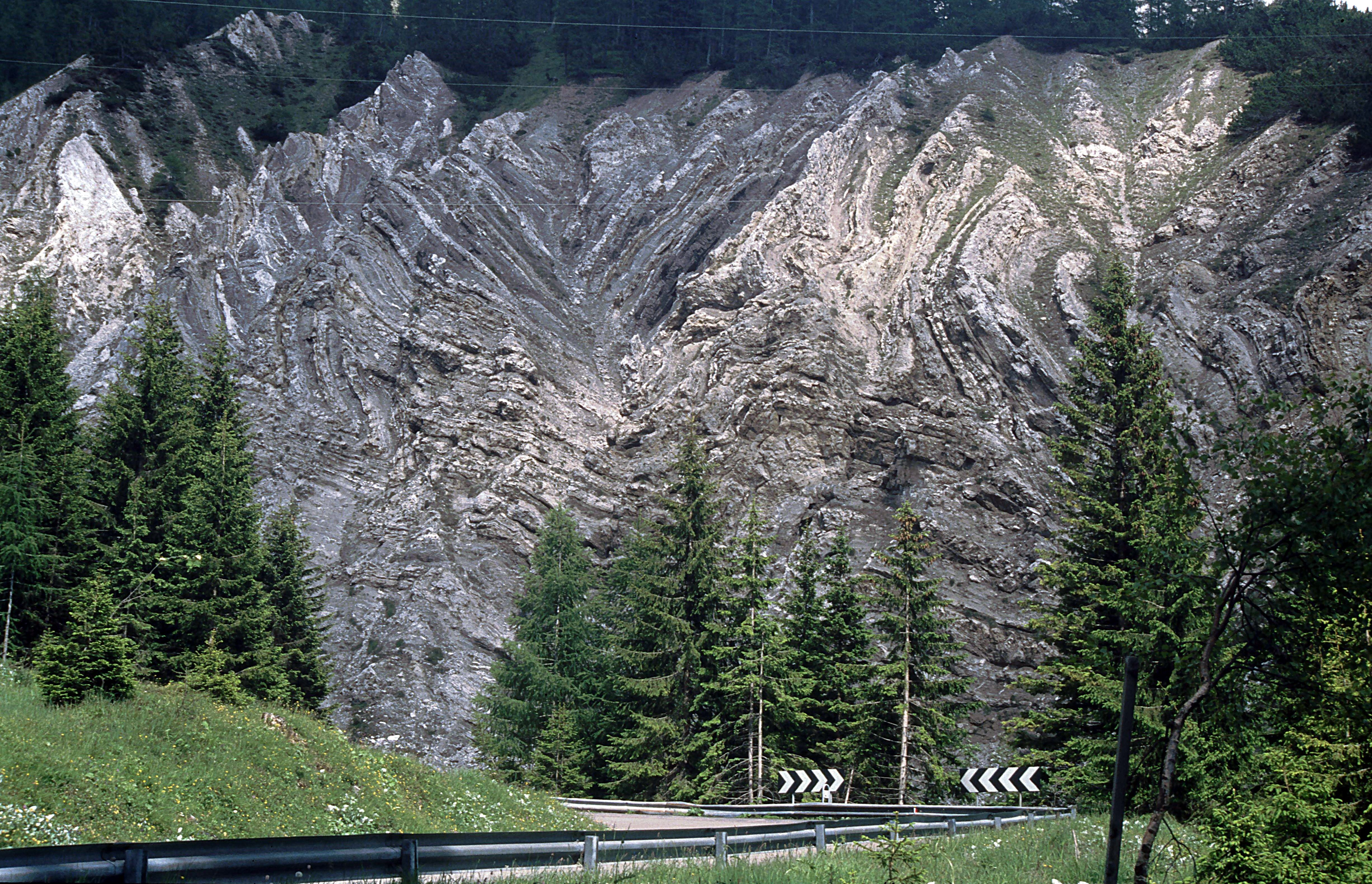
Stark verfaltete evaporitische Fazies der Bellerophon-Formation am Passo Rolle

Bosellini und Hardie (1973) gliedern die Bellerophon-Formation in zwei Faziesbereiche:  eine untere Dolomit-Gips-Fazies – die Fiamazza-Fazies –  und eine obere mikritisch-löchrigkarbonatische Fazies – die Badiota-Fazies.
Die knolligen, gipsreichen Lagen der Fiamazza-Fazies wechseln mit dunklen, an organischer Materie reichen Karbonatbänken, die während einer recht kurzen Diagenese dolomitisiert wurden. Die  meist weniger als 100, ausnahmsweise bis zu 500 Meter mächtige untere Fazies repräsentiert den Randbereich eines marinen Beckens am Innenschelf (Salina). Ihre Sedimente wurden in einer Lagune mit nur geringer Wassertiefe abgesetzt. Unter dem herrschenden trockenheißen Klima, in etwa vergleichbar mit dem heutigen Persischen Golf, wurden die gelösten Salze zyklisch eingedampft. Diese Fazies ist in den nördlichen, westlichen und südlichen Dolomiten aufgeschlossen.
Die 200 bis 300 Meter mächtige obere Badiota-Fazies ist nur in den zentralen und östlichen Dolomiten zugegen. Ihre Sedimente – dünne, gut gebankte, fossilreiche Kalke zum Teil in Wechsellagerung mit Mergeln – sind im Off-shore-Bereich im Zentralteil eines Beckens zur Ablagerung gekommen. Sie bezeugen die Retablierung offener Meereszirkulationen bzw. einen Meeresspiegelanstieg und Transgression in westliche Richtung.

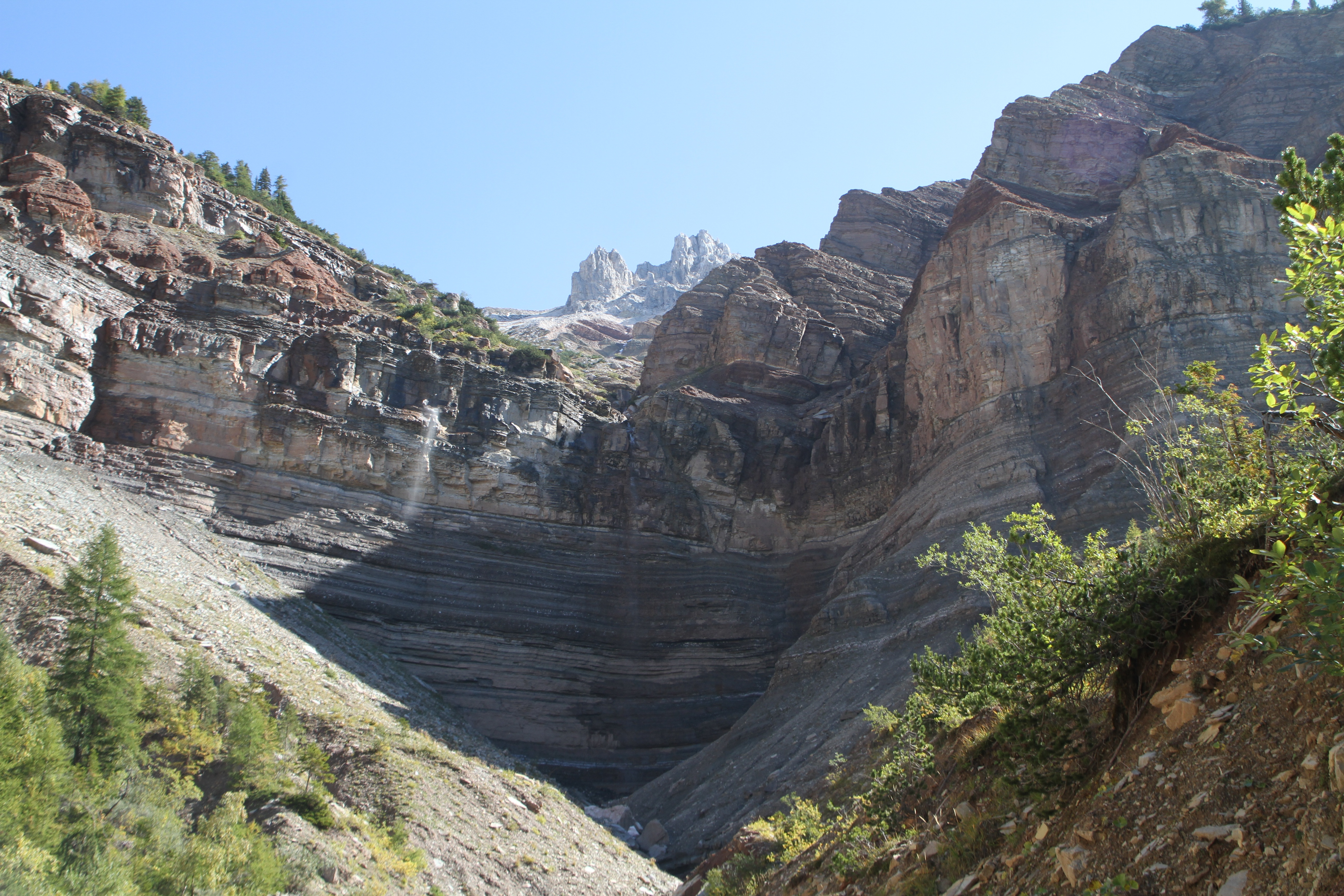
Die Bletterbachschlucht bei Aldein. Die Perm-Trias-Grenze und somit der Übergang von der Bellerophon- zur Werfen-Formation verläuft in etwa in Bildmitte.

In der Beschreibung der stratigraphischen Kommission Italiens werden drei lithologische Untereinheiten der Formation ausgeschieden. Die unteren beiden entsprechen der Facies fiamazza von Accordi, die obere der Facies badiota.
Die unterste, maximal mehrere Zehnermeter mächtige lithologische Einheit baut sich aus Gesteinen auf, die unter dem Einfluss von wiederholten Meeresüberflutungen über die unterlagernden Sandsteine der Gröden-Formation entstanden sind. Es sind dies helle mikritische Dolomite, die im Zentimeter- bis Dezimeterbereich geschichtet sind und von grauen, millimeter- bis zentimeterdicken Mergellagen unterbrochen werden. Faziell handelt es sich hierbei um einen eingeschnürten Küstenabschnitt mit schlechter Wasserzirkulation.
Darüber legen sich zyklische Abfolgen von grauen, mehr oder weniger mergeligen, mikritischen Dolomiten an der Basis, gefolgt von schwarzen, kohlenstoffreichen Mergeln und schwarzen Schiefertonen (bekunden anoxische Verhältnisse), sowie Gips und Anhydrit im Hangenden. Die einzelnen Zyklen sind maximal nur drei Meter mächtig und sind jeweils aus vier Sequenzen aufgebaut. Die erste Sequenz besteht aus dünnen, grauen, erdigen Dolomiten. Stellenweise sind auch dünne, dunkle Tonlagen zwischengeschaltet. Wurmbauten und -spuren sind oft anzutreffen. Die zweite Sequenz besteht aus massigen, dunklen Dolomiten mit isolierten Gipsknollen. Die dritte Sequenz setzt sich aus dicht gelagerten Gipsknollen zusammen, wobei die Knollen in eine dunkle Quarz-Dolomit-Matrix eingebettet sind. Massiver Hühnerdrahtgips und unregelmäßig laminierter Gips bilden die letzte Sequenz. Diese Zyklen können als Ablagerungen einer progradierenden, flachen Lagune interpretiert werden und stellen einen Sabcha-Zyklus dar. Die tropische Lagune war vom offenen Meer durch einen tektonisch verursachten Rücken (strukturelles Hoch von Comelico) abgetrennt, der aber dennoch periodische Überflutungen des offenen Meeres zuließ. In dieser eingeschnürten Lagune sedimentierten zuerst Kalkschlämme gefolgt von tonreichen Sedimenten. Bedingt durch die hohe Evaporationsrate des heißen Klimas wurden sodann aber auch Gips und Anhydrit abgeschieden. Die Evaporite gewinnen nach Osten zusehends an Bedeutung und werden dort letztlich sogar dominant. Die zweite Einheit kann insgesamt zwischen 150 und 200 Meter an Mächtigkeit erreichen.
Die dritte Einheit wird von Kalken, dunklen Dolomiten und Mergeln aufgebaut. Der obere Teil der Lithozone besteht größtenteils aus Mikriten und bioklastischen Kalkareniten (Packstones) mit reicher Fossilführung (sowohl Mikro- als auch Makrofossilien). Sehr häufig sind Kalkalgen, benthisch lebende Foraminiferen, Muscheln, Schnecken (darunter Bellerophon), Nautiloideen, Brachiopoden und Ostrakoden. Die überwiegend karbonatischen Sedimente der dritten Lithozone sind im offenen Meer auf einer kontinentalen Plattform abgelagert worden. Wahrscheinlich hatte die Meerestiefe aufgrund eines allmählichen Meeresspiegelanstiegs zugenommen. Die Mächtigkeit dieser Einheit beträgt zirka 200 Meter.
In den dunklen Kalken und Dolomiten finden sich örtlich Lagen von dolomitischen Brekzien und Zellendolomiten, die als eigene Einheit ausgewiesen werden können.
Besonders erwähnenswert ist die zungenartige Verzahnung mit kontinentalen Sedimenten der Gröden-Formation an der Basis der dritten Einheit. Diese alluviale Ingression belegt ein vorübergehendes  Trockenfallen der Bellerophon-Formation. Sie macht sich aber nur in der westlichen Hälfte des Ablagerungsraumes bemerkbar.

### Sequenzstratigraphie
Laut Noé und Buggisch (1994) kann die Bellerophon-Formation sequenzstratigraphisch in drei vollständige Sequenzen dritter Ordnung untergliedert werden. Der Beginn einer vierten Sequenz leitet sodann zum Tesero-Member der Werfen-Formation über. Die erste und dritte Sequenz bilden zusätzlich Zyklen (Parasequenzen) vierter Ordnung aus. Die erste und auch die zweite Sequenz sind als Transgressions-Hochstandstrakt (englisch Transgressive Systems Tract-Highstand Systems Tract) ausgebildet (TST-HST), die dritte Sequenz als Tiefstands-Transgressions-Hochstandstrakt (Lowstand Systems Tract-Transgressive Systems Tract-Highstand Systems Tract LST-TST-HST) und der Beginn der vierten Sequenz nur als Transgressionstrakt (Transgressive Systems Tract TST).
Die unterste lithologische Einheit repräsentiert ein Transgressionsstadium (TST) – den Übergang von der kontinentalen Gröden-Formation zu einer eingeschränkten Lagunenfazies – und endet mit einer maximalen Flutung (englisch Maximum Flooding Surface – MFS). Daran schließt sich der Hochstandstrakt (HST) mit seinen zyklischen Parasequenzen der zweiten lithologischen Einheit an (Küstensabchazyklen mit Dolomit-Gips-Wechselfolgen). Die zweite Sequenz besteht aus der Abfolge TST-HST, die von einer MFS zweigeteilt wird. Sie äußert sich lithologisch als Lagunenfazies mit Kalken und Dolomiten für den TST und siltigen Dolomiten für den HST, der schließlich in einer deutlichen Regression endet. Die dritte Sequenz wird durch die Ingression der kontinentalen Gröden-Formation markiert, die einen LST darstellt. Nach Durchlaufen einer Transgressive Surface (TS) beginnen im anschließenden TST die Kalk-Dolomit-Parasequenzen der dritten lithologischen Folge. Die Kalk-Dolomit-Wechsellagen reichen nach einer erneuten MFS auch noch in den folgenden HST, zeigen aber hierbei leicht regressive Tendenzen. Sie enden in einem 2 Meter mächtigen kalkhaltigen Biosparit mit stenohaliner Fauna und Flora – Anzeiger für ein offenes, flachmarines Ablagerungsmilieu. Der Biosparit eröffnet bereits die vierte Sequenz (TST) und leitet zu Oospariten des Tesero-Members über.

## Fossilien

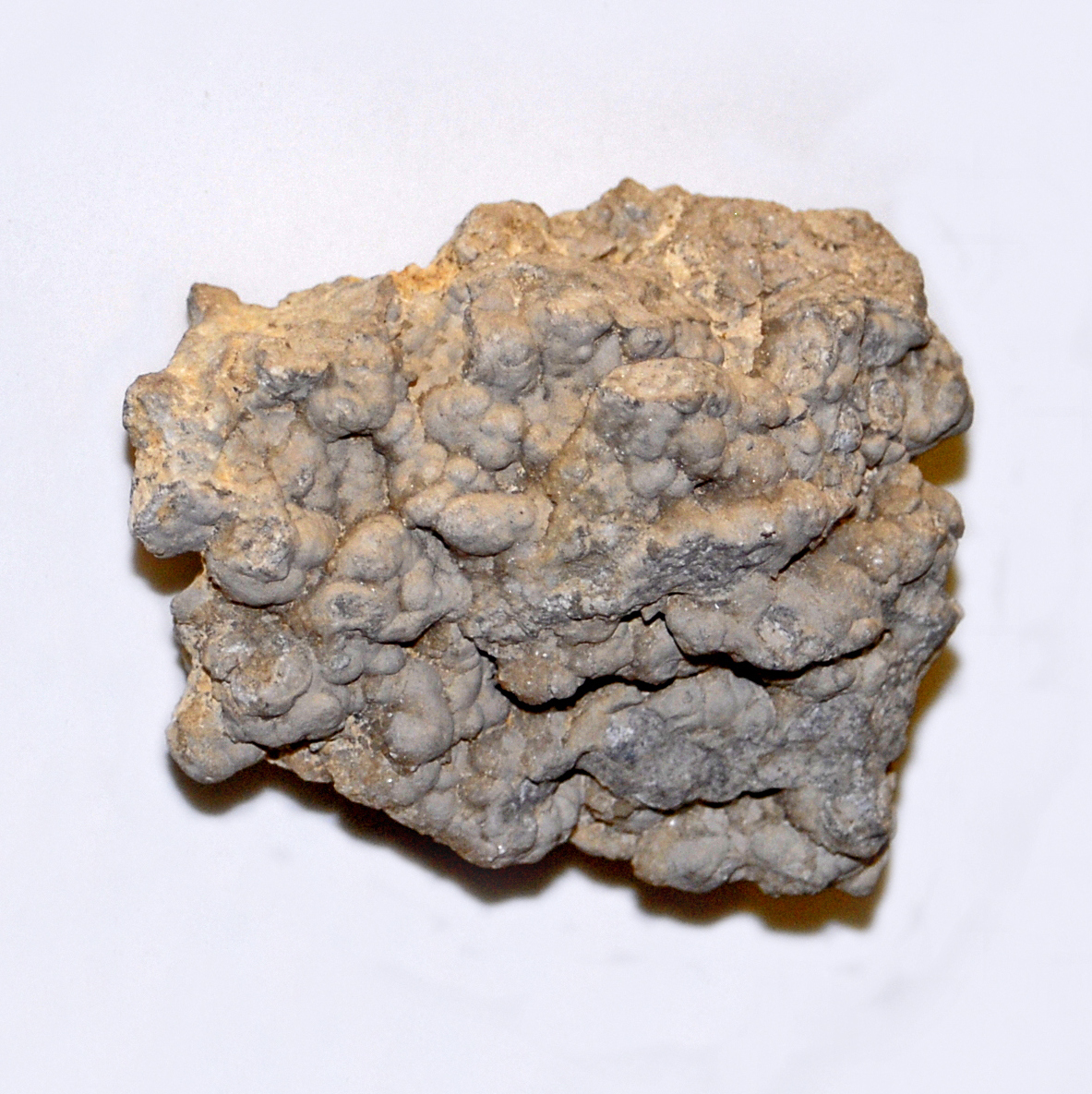
Die Rotalge Solenopora

Wie bereits angesprochen finden sich als Fossilien im oberen Abschnitt der Bellerophon-Formation neben der für die Formation namensgebenden Schnecke Bellerophon (erhalten als Steinkern) verschiedene Bivalven wie Aviculopecten, Permophorus, Schizodus und Towapteria, Brachiopoden wie Comelicania doriphora, C. haueri, Comelicothyris, Janiceps, Ombonia, Orthothetina und Nautiliden mit Germanonautilus, Liroceras, Paratirolites, Tainoceras, Tirolonautilus crux und T. sebedinus. Hinzu gesellen sich diverse Bryozoen, Foraminiferen (Glomospiriden, Milioliden, Nodosariiden und Textulariiden) wie Agathammina, Colaniella, Dagmarita, Earlandia, Geinitzina, Globivalvulina, Glomospira, Hemigordius, Nankinella, Pachyphloia,  Paraglobivalvulina gracilis, P. mira, P. septulifera und Stipulina, Kalkalgen wie beispielsweise Atractyliopsis, Gymnocodium, Macroporella, Mizzia, Permocalculus, Solenopora, Tauridium und Vermiporella, sowie Korallen, Ophiuriden und Ostrakoden.

## Tektonik
De Bellerophon-Formation bildet innerhalb des südalpinen Schichtpakets eine disharmonische Grenzfläche, da ihre Gipse diapirartig reagierten. Ihr Reichtum an Evaporiten erleichterte überdies Faltungsvorgänge. Gleichzeitig wurzeln viele Überschiebungen in den gipsreichen Partien.

## Alter
Absolute radiometrische Datierungen sind für die Bellerophon-Formation nicht vorhanden. Mittlerweile ist jedoch bekannt, dass die Perm-Trias-Grenze nur wenige Meter oberhalb der Bellerophon-Formation im Tesero-Member der Werfen-Formation verläuft. Somit endet die Bellerophon-Formation kurz vor Abschluss des Changhsingiums bei 251 Millionen Jahren BP. Die Anwesenheit des Leitfossils Paratirolites im oberen Abschnitt der Formation deutet ebenfalls auf Changhsingium. Vermutlich setzte die Formation bereits im Wuchiapingium ein, diese Annahme ist aber nicht abgesichert.

## Vorkommen
Die Bellerophon-Formation ist in ihrem Vorkommen auf die Südlichen Kalkalpen des östlichen Südalpins  beschränkt, ihr Verbreitungsgebiet erstreckt sich ab dem östlichen Etschtal im Westen bis hin nach Kärnten (Karnische Alpen und nördliche Karawanken) und Slowenien (Südliche Karawanken) im Osten. Ausgewählte Vorkommen im Einzelnen sind:
- Auronzo
- Bletterbach
- Comeglians im Val Degano
- Dierico im Val Chiarsò
- Fleimstal
- Gadertal
- Innichen (San Candido)
- Ligosullo im Val Pontaiba
- Lozzo di Cadore
- Passo Rolle
- Paularo
- Pontebba (Val Pontebbana)
- Predilpass
- Pufels
- Ravascletto im Valcalda
- Reppwand am Gartnerkofel
- Sauris
- Sutrio im Valcalda
- Tesero

## Verwendung

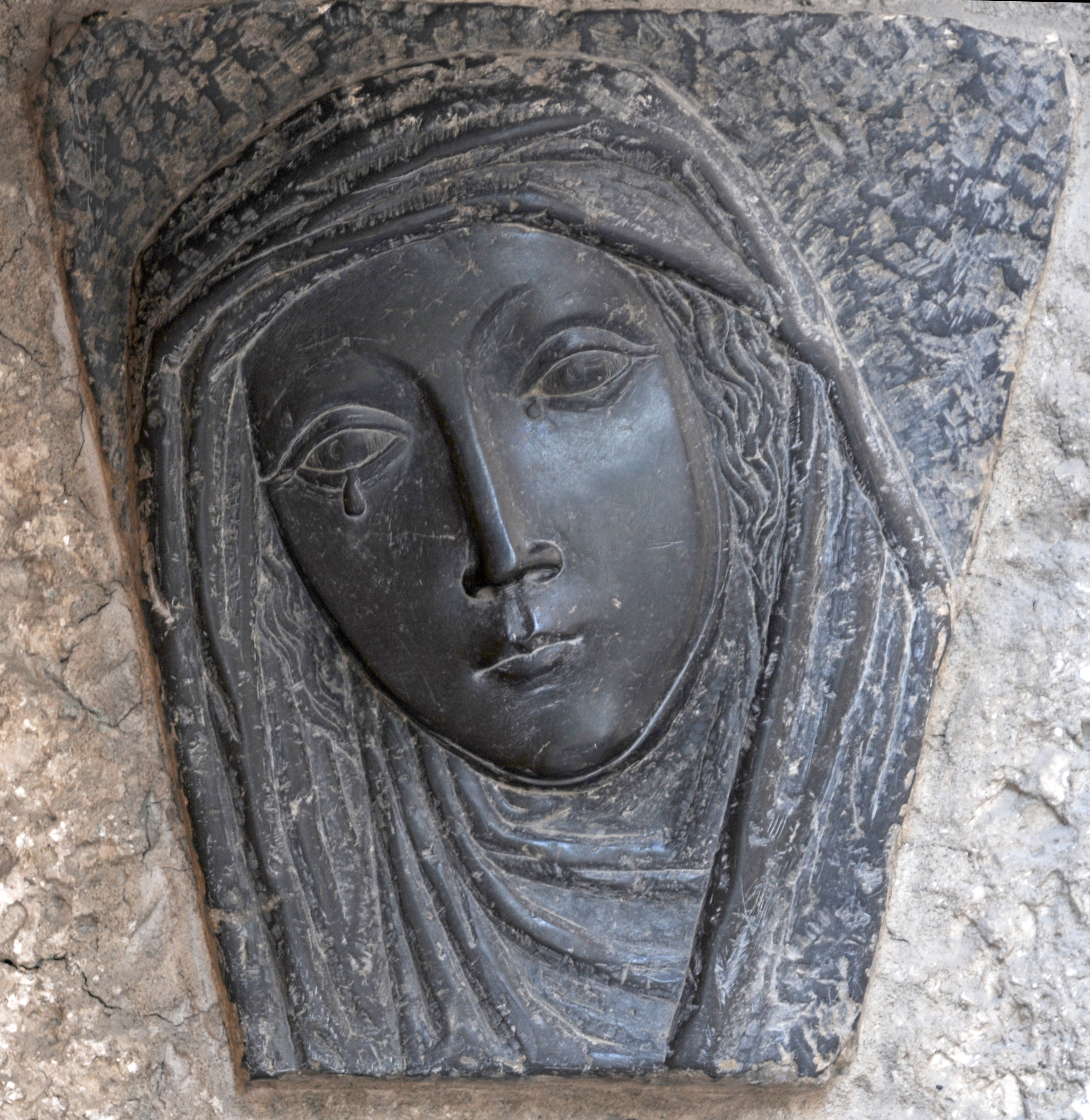
Gnadenbild der Madonna von Absam in Bellerophonstein an einer Hausfassade in St. Ulrich in Gröden

Der häufig in Gröden vorkommende  Bellerophonstein wird von einigen Künstlern dort für Steinplastiken verwendet.